# Episteme hainani
Episteme hainani là một loài bướm đêm trong họ Noctuidae.